# 纳瓦德尔雷
纳瓦德尔雷，是西班牙卡斯蒂利亚-莱昂巴利亚多利德省的一个市镇。总面积126平方公里，2001年普查人口總數為2163人，人口密度為每平方公里17人。